# Eleonora Vargas
Eleonora Vargas (Macerata, ...) è un'attrice italiana.
Fra le sue interpretazioni figurano diversi film peplum.

## Filmografia
- La ragazza di Via Veneto, regia di Marino Girolami – non accreditata (1955)
- Il terrore dei barbari, regia di Carlo Campogalliani (1959)
- Dynamite Jack, regia di Jean Bastia (1961)
- Il gladiatore di Roma, regia di Gian Paolo Callegari (1962)
- Col ferro e col fuoco, regia di Fernando Cerchio (1963)
- Il suo nome gridava vendetta, regia di Mario Caiano (1968)
- 7 pistole per un massacro, regia di Mario Caiano (1968)
- Agguato sul Bosforo, regia di Luigi Batzella (1969)
- L'orgia dei morti, regia di José Luis Merino (1973)

## Doppiatrici italiane
- Rosetta Calavetta in Il gladiatore di Roma
- Rita Savagnone in Col ferro e col fuoco
- Fiorella Betti in 7 pistole per un massacro
- Flaminia Jandolo in Agguato sul Bosforo